# Biarre
Biarre település Franciaországban, Somme megyében. Lakosainak száma 58 fő (2022. január 1.). Biarre Cressy-Omencourt, Balâtre, Solente, Billancourt és Marché-Allouarde községekkel határos.

## Népesség
A település népességének változása:
| Lakosok száma | 72   | 69   | 67   | 67   | 66   | 66   | 63   | 61   | 58   |
|               | 2013 | 2015 | 2016 | 2017 | 2018 | 2019 | 2020 | 2021 | 2022 |